# Vitālijs Teplovs
Vitālijs Teplovs (Liepāja, 20 marzo 1970) è un ex calciatore lettone, di ruolo centrocampista.

## Carriera

### Club
Cominciò la sua carriera allo Zveynieks Liepaya, seconda squadra lettone per importanza nei campionati sovietici, per poi passare al Daugava Riga, che era la principale squadra lettone.
Con la dissoluzione dell'Unione Sovietica provò l'avventura in Belgio al Diest, dove rimase per tre stagioni, intervallati da un prestito al SV 04 Düsseldorf. Tornato in patria nella seconda parte del 1995 al RAF Jelgava, a fine anno passò di nuovo all'estero, in Russia con il Neftechimik.
Nella stagione successiva giocò a Malta, allo Sliema Wanderers, e nel 1997 ritornò in patria, prima al Dinaburg e poi al LU-Daugava Riga. Nel 199 andò in Estonia, al TVMK Tallinn, dove nel 2000 ebbe la sua migliore stagione dal punto di vista realizzativo: 14 reti in 21 partite e quarto posto nella classifica cannonieri della Meistriliiga.
Tornò quindi al Daugava, nel frattempo fusosi con il Policijas, chiedendo infine la carriera al RKB-Arma Rīga dove ottenne la promozione in Virslīga e un'immediata retrocessione.

### Nazionale
Prese parte alla prima storica partita della sua nazionale dopo la ritrovata indipendenza, l'amichevole contro la Romania disputata l'8 aprile 1992: giocò solo il primo tempo, venendo sostituito da Ainārs Linards. Al secondo incontro, la gara di Coppa del Baltico contro la Lituania, Segnò la sua prima e unica rete in nazionale.
Giocò in tutto 9 partite in nazionale, segnando una rete.

## Statistiche

### Cronologia presenze e reti in Nazionale
| Cronologia completa delle presenze e delle reti in nazionale ― Lettonia | Cronologia completa delle presenze e delle reti in nazionale ― Lettonia | Cronologia completa delle presenze e delle reti in nazionale ― Lettonia | Cronologia completa delle presenze e delle reti in nazionale ― Lettonia | Cronologia completa delle presenze e delle reti in nazionale ― Lettonia | Cronologia completa delle presenze e delle reti in nazionale ― Lettonia | Cronologia completa delle presenze e delle reti in nazionale ― Lettonia | Cronologia completa delle presenze e delle reti in nazionale ― Lettonia |
| Data                                                                    | Città                                                                   | In casa                                                                 | Risultato                                                               | Ospiti                                                                  | Competizione                                                            | Reti                                                                    | Note                                                                    |
| ----------------------------------------------------------------------- | ----------------------------------------------------------------------- | ----------------------------------------------------------------------- | ----------------------------------------------------------------------- | ----------------------------------------------------------------------- | ----------------------------------------------------------------------- | ----------------------------------------------------------------------- | ----------------------------------------------------------------------- |
| 8-4-1992                                                                | Bucarest                                                                | Romania                                                                 | 2 – 0                                                                   | Lettonia                                                                | Amichevole                                                              | -                                                                       | 46’                                                                     |
| 12-7-1992                                                               | Liepāja                                                                 | Lettonia                                                                | 2 – 3                                                                   | Lituania                                                                | Coppa del Baltico 1992                                                  | 1                                                                       |                                                                         |
| 8-3-1995                                                                | Budapest                                                                | Ungheria                                                                | 3 – 1                                                                   | Lettonia                                                                | Amichevole                                                              | -                                                                       | 86’                                                                     |
| 29-3-1995                                                               | Salisburgo                                                              | Austria                                                                 | 5 – 0                                                                   | Lettonia                                                                | Qual. Euro 1996                                                         | -                                                                       |                                                                         |
| 26-4-1995                                                               | Rīga                                                                    | Lettonia                                                                | 0 – 1                                                                   | Irlanda del Nord                                                        | Qual. Euro 1996                                                         | -                                                                       | 54’                                                                     |
| 3-6-1995                                                                | Porto                                                                   | Portogallo                                                              | 3 – 2                                                                   | Lettonia                                                                | Qual. Euro 1996                                                         | -                                                                       | 61’                                                                     |
| 7-6-1995                                                                | Belfast                                                                 | Irlanda del Nord                                                        | 1 – 2                                                                   | Lettonia                                                                | Qual. Euro 1996                                                         | -                                                                       | 82’                                                                     |
| 14-8-1996                                                               | Rīga                                                                    | Lettonia                                                                | 0 – 0                                                                   | Finlandia                                                               | Amichevole                                                              | -                                                                       | 57’                                                                     |
| 19-8-1997                                                               | Rīga                                                                    | Lettonia                                                                | 0 – 0                                                                   | Azerbaigian                                                             | Amichevole                                                              | -                                                                       | 25’                                                                     |
| Totale                                                                  |                                                                         | Presenze                                                                | 9                                                                       |                                                                         | Reti                                                                    | 1                                                                       |                                                                         |

## Palmarès
- 1. Līga: 1

RKB-Arma: 2002